# The Chateau D'Herouville Session 1972
The Chateau D'Herouville Session 1972 è una raccolta del gruppo musicale britannico Jethro Tull, pubblicato il 15 marzo 2024 dalla Parlophone.

## Descrizione
I brani musicali che compongono l'album sono stati registrati nello Château d'Hérouville durante l'estate del 1972. Nonostante la band abbia registrato molti brani, questo periodo di lavoro venne soprannominato dai Jethro Tull "The Disaster Sessions" per via degli inconvenienti che si susseguirono durante il loro soggiorno nel castello, come malfunzionamenti nelle apparecchiature di registrazione e problemi di salute causati da intossicazioni alimentari. La band decise, pertanto, di completare il lavoro a Londra ma, giunti nella capitale britannica, si dedicarono ad altri progetti che portarono alla registrazione dell'album A Passion Play nel 1973. Seppur alcuni brani della sessione francese finirono in quell'album e nel successivo, War Child, si dovranno attendere molti anni prima che tutti i brani realizzati in quella sessione vengano completati.

## Tracce

### Disco 1
Lato A
1. The Big Top
2. Scenario
3. Audition
4. Skating Away On The Thin Ice Of The New Day
5. Sailor
6. No Rehearsal

Lato B
1. Left Right
2. Only Solitaire
3. Critique Oblique (Part 1)
4. Critique Oblique (Part 2)

### Disco 2
Lato A
1. Animelee (1st Dance)
2. Animelee (2nd Dance)
3. The Story Of The Hare Who Lost His Spectacles
4. Law Of The Bungle (Part 1)
5. Tiger Toon
6. Law Of The Bungle (Part 2)

Lato B
1. Scenario (1988 mix)
2. Audition (1988 mix)
3. No Rehearsal (1988 mix)
4. Only Solitaire (1974 mix)
5. The Story Of The Hare Who Lost His Spectacles (1973 mix)
6. Skating Away On The Thin Ice Of The New Day (1974 mix)

## Formazione
- Ian Anderson: voce, flauto, chitarra acustica, sassofono
- Martin Barre: chitarra elettrica
- Jeffrey Hammond: basso, voce narrante in "The Story of the Hare Who Lost His Spectacles"
- Barriemore Barlow: batteria
- John Evan: tastiere, voce